# Sightwinder
Die Band Sightwinder entstand im Jahr 2004 als Schülerband am Friedrich-Schiller-Gymnasium in Marbach am Neckar. Die Band kombiniert Rock- und Popsongs mit Elementen aus Soul und Jazz.

## Mitglieder und Entstehung
Die Gründungsmitglieder Daniela Bellin, Felix Gschwind und Timo Herberholz hatten sich im Musik-Leistungskurs des Friedrich-Schiller-Gymnasiums kennengelernt und zunächst ältere Songs gecovert. Der Name Sightwinder geht auf einen Song von Lee Morgan zurück, wird dort aber anders geschrieben. Der Bandleader Felix Gschwind komponiert die Songs und spielt Gitarre. Die Sängerin der Gruppe, Daniela Bellin, schreibt Texte zu den Songs. Mit Timo Herberholz am Kontrabass und dem Trompeter Georg Lange, der vom Landesjazzorchester dazu kam, spielt die Band seit ihrer Gründung fast in unveränderter Besetzung. Lediglich der Schlagzeuger Fabian Maier ist erst seit 2012 dabei. Vorbilder von Sightwinder sind in musikalischer Hinsicht Jimi Hendrix, Chicago, Oasis und Prince, sowie gesanglich Diana Krall und Norah Jones.

## Karriere
2005 gewann Sightwinder bei „Jugend jazzt“ in Ludwigsburg den ersten Preis. Bei dem von der Ludwigsburger Kreissparkasse ausgerichteten „KSK Best of Ludwigsburg“ belegte die Marbacher Band in den Jahren 2007, 2009, 2011 und 2013 ebenfalls den ersten Platz. Mehrfach gastierte sie im Ausland, unter anderem in Belgien, Spanien, der Türkei sowie Tunesien, und trat in Funk- und Fernsehproduktionen des SWR auf. Zum Repertoire gehören melodische Popsongs mit Einflüssen aus Jazz und Soul. Seit etwa 2016 ist die Gruppe stärker Rock-orientiert. Bei ihren Aufnahmen legt Sightwinder Wert auf organisch direkt erzeugte Klänge, verwenden alte Instrumente und Röhrenmikrofone. Um einen wärmeren Sound zu erreichen, zeichnen sie mit Analogtechnik auf, wobei aber auch digitale Komponenten zum Einsatz kommen. Auf die Eigenkomposition „Free“, mit der Sightwinder auf Platz 9 der Amazon-Downloadstatistik kam, sind die Musiker besonders stolz. Im Jahre 2013 erschien das dritte Album der Band „I feel you“, das im Gegensatz zu den vorangegangenen CDs „Venic’s waiting“ (2007) und „Sightwinder“ (2005) ausschließlich Eigenkompositionen enthält. Im Juli 2016 trat Sightwinder als Vorband von Zaz sowie Jan Josef Liefers und seiner Band Radio Doria in Ludwigsburg vor 5.000 Zuschauern auf. Meistens tritt die Band allerdings in kleinerem Rahmen auf. Die vierte CD mit dem Titel „Backdoor to Desaster“ erschien im Herbst 2017.  